# Frans Ben Callado
Frans Ben Callado [/kaˈʎado/], né à Montréal en 1978, est un compositeur, écrivain, et artiste visuel colombo-québécois d’origine espagnole.

## Biographie
Il grandit à Madrid et près de Londres. Il a été l'élève de John Woolrich, Michel Gonneville et Michel Longtin. Pianiste et improvisateur, il est l'auteur de nombreuses compositions écrites pour divers solistes et ensembles, dont l'Ensemble Allogène, l'Ensemble Chorum et New Music Concerts. Membre-fondateur du collectif de rock expérimental Concorde Crash (2001-06), il a organisé plusieurs cabarets multidisciplinaires à Montréal. Aussi traducteur et blogueur, sa production écrite se formule en trois langues: espagnol, français et anglais. En 2010, il participait au Festival international de poésie de Colima, au Mexique, traduisant ses propres poèmes. Il a pris part au 40e anniversaire de la Nuit de la Poésie. 

## Publications principales
- Visages après l'averse, Poètes de brousse, 2007[9],[10]
- Faire Confiance à un animal, Poètes de brousse, 2010[11]
- Musique de création et spiritualité : forum à sept voix, sous la direction de Maxime McKinley (Revue Circuit, vol. 21, no. 1, p. 61–74), 2011[12]

## Compositions principales
- L'Ange Gauche (1997-99)
- Neuf Orbites autour de la lune (2000)
- Symphonie no.1 « Résistance » (2001-2002)
- Échantillons d'un Bestiaire (lieder) (2002-2003)
- Cantiques d'Hypnos (lieder) (2003)
- Les Américains Brefs (opéra) (2003)
- Ungesetzliche-lieder (2004)
- Musique pour une grève étudiante (2005)
- Le Parcours de Naunet (2005)
- Circulation des noms, des âmes, des dons et des esprits (2005)
- Naos (2006)
- Le Livre Caché (2006)
- Sanatorium (2007)
- Black Boxes (2008)[13]
- Tientos del Guadarrama (2008-09)
- Symphonie no.2 « De Profundis » (2008-09)[14]
- Concertino pour basson et cordes (2009)
- Officium pro Defunctis (2010)
- Punctum Remotum (2010)